# Polystichum ichangense
Polystichum ichangense är en träjonväxtart som beskrevs av Christ. Polystichum ichangense ingår i släktet Polystichum och familjen Dryopteridaceae. Inga underarter finns listade.